# Kétharmados törvény
A kétharmados törvények Magyarországon azok a törvények, amelyeket az Országgyűlés csak az országgyűlési képviselők minősített többségének, kétharmadának egyetértésével alkothat meg illetve módosíthat.
A kétharmados törvények a Magyar Köztársaság 1990 óta eltelt történetében általában arra jelentettek garanciát, hogy az adott időben fennálló kormány ne tudjon alapvető jogszabályokat megváltoztatni az ellenzék hozzájárulása nélkül. Ez a garancia azonban csak akkor áll fenn, ha a kormány parlamenti többsége kétharmadosnál kisebb. Ha ennél nagyobb, a kormánytöbbség önmérsékletétől függ, dönt-e kétharmados törvény megváltoztatásáról és ezt az ellenzék hozzájárulásával teszi-e.
A kétharmados törvények körét az Alkotmány rögzíti, beleértve azt is, hogy a kétharmados követelmény valamennyi országgyűlési képviselőre, vagy csak az adott ülésen jelenlévők kétharmadára vonatkozik. A hatályos kétharmados jogszabály erősebb védelmét jelenti, ha az arány valamennyi országgyűlési képviselőre vonatkozik.

## A kétharmados döntések az Alkotmány szerint
A hatályos Alkotmány a következő 49 esetre határoz meg kötelező kétharmados döntési arányt:

### A képviselők kétharmadával
- Magyarország az Európai Unióban tagállamként való részvétele érdekében nemzetközi szerződés alapján – az alapító szerződésekből fakadó jogok gyakorlásához és kötelezettségek teljesítéséhez szükséges mértékig – az Alaptörvényből eredő egyes hatásköreit a többi tagállammal közösen, az Európai Unió intézményei útján gyakorolhatja, e nemzetközi szerződés kötelező hatályának elismerésére adott felhatalmazáshoz. (Alaptörvény E) cikk (4) bek.)

- A Kormány vagy bármely országgyűlési képviselő kérelmére zárt ülés tartásához. (Alaptörvény 5. cikk (1) bek.)
- A köztársasági elnök választásakor az első szavazás alapján megválasztott köztársasági elnök az, aki az országgyűlési képviselők kétharmadának szavazatát megkapta. (Alaptörvény 11.  cikk (3) bek.)
- A köztársasági elnök tisztségétől történő megfosztási eljárás megindításához. (Alaptörvény 13. cikk (3) bek.)
- Az Alkotmánybíróság tagjainak 12 évre történő, valamint az alkotmánybírák közül az elnök megválasztásához. (Alaptörvény 24. cikk (8) bek.)
- Az Országos Bírósági Hivatal elnökének kilenc évre történő megválasztásához. (Alaptörvény 25. cikk (6) bek.)
- Az Országos Bírósági Hivatal elnöke megbízatása megszűnésének kérdésében (összeférhetetlenség kimondása, felmentés, tisztségtől való megfosztás) az Országgyűlés határoz a képviselők kétharmadának szavazata alapján. (Bszi. 70. § (2) bek.)
- A Kúria elnökének kilenc évre történő megválasztásához. (Alaptörvény 26. cikk (3) bek.)
- A Kúria elnöke megbízatása megszűnésének kérdésében (összeférhetetlenség kimondása, felmentés, tisztségtől való megfosztás) az Országgyűlés határoz a képviselők kétharmadának szavazata alapján (Bszi. 115. § (2) bek.)
- A legfőbb ügyész kilenc évre történő megválasztásához. (Alaptörvény 29. cikk (4) bek.)
- A legfőbb ügyésszel szemben felmentés és hivatalvesztés az országgyűlési képviselők kétharmadának szavazatával hozott határozattal állapítható meg. (Üsztv. 23. § (2) és (7) bek., Ogytv. 61/A. § (1) bek.)
- Az alapvető jogok biztosának és helyetteseinek hat évre történő megválasztásához. (Alaptörvény 30. cikk (3) bek.)
- Az alapvető jogok biztosával szemben a megválasztáshoz szükséges feltételek már fenn nem állása, összeférhetetlenség kimondása, felmentés, tisztségtől való megfosztás az országgyűlési képviselők kétharmadának szavazatával hozott határozattal állapítható meg. (Ajbt. 16. § (2) bek., Ogytv. 61/A. § (1) bek.)
- Az alapvető jogok biztosának helyettesével szemben a megválasztáshoz szükséges feltételek már fenn nem állása, összeférhetetlenség kimondása, felmentés, tisztségtől való megfosztás az országgyűlési képviselők kétharmadának szavazatával hozott határozattal állapítható meg. (Ajbt. 17. § (2) bek., Ogytv. 61/A. § (1) bek.)
- Az Állami Számvevőszék elnökének tizenkét évre történő megválasztásához. (Alaptörvény 43. cikk (2) bek.)
- Az Állami Számvevőszék elnöke mentelmi jogának felfüggesztéséhez. (ÁSZ tv. 10. § (2) bek., Ogytv. 61/A. § (1) bek.)
- Az Állami Számvevőszék elnökével szemben összeférhetetlenség kimondása, felmentés, illetve kizárás az országgyűlési képviselők kétharmadának szavazatával hozott határozattal állapítható meg. (ÁSZ tv. 11. § (3) – (5) bek., Ogytv. 61/A. § (1) bek.)
- A háborús helyzet kinyilvánításához, valamint a békekötéshez. (Alaptörvény 1. cikk (3) bek.)
- Hadiállapot kihirdetéséhez. (Alaptörvény 49. cikk (2) bek.)
- Szükségállapot kihirdetéséhez. (Alaptörvény 50. cikk (2) bek.)
- Szükségállapot meghosszabbításához. (Alaptörvény 50. cikk (3) bek.)
- Az Országgyűlés a hadiállapot vagy a szükségállapot kihirdetésének indokoltságát az akadályoztatásának megszűnése utáni első ülésén felülvizsgálja, és dönt az alkalmazott intézkedések jogszerűségéről, valamint felülvizsgálja a hadiállapotban vagy a szükségállapotban alkalmazott rendkívüli intézkedéseket. (Alaptörvény 56. cikk (3) bek.)
- Az Országgyűlés ülésének az Országház épületétől eltérő helyen történő megtartásához. (Ogytv. 61/A. § (1) bek.)
- Magyarország az Európai Uniónak olyan hitelfelvételéhez és az ahhoz kapcsolódó garanciavállaláshoz, amely Magyarország által teljesítendő fizetési kötelezettséget keletkeztet, az Országgyűlésnek az országgyűlési képviselők kétharmadának szavazatával elfogadott egyedi határozatával adott felhatalmazása alapján, a Kormány egyedi döntése alapján járulhat hozzá. (Alaptörvény 37. cikk (7) bekezdés)

### A jelenlévők kétharmadával
- Az országgyűlési képviselő megválasztásához szükséges feltételek hiányának megállapításáról, az összeférhetetlenség kimondásáról, valamint annak megállapításáról, hogy az országgyűlési képviselő egy éven keresztül nem vett részt az Országgyűlés munkájában, az Országgyűlés a jelen lévő országgyűlési képviselők kétharmadának szavazatával határoz. (Alaptörvény 4. cikk (4) bek.)
- A köztársasági elnök feladatkörei ellátását kilencven napon túl lehetetlenné tevő állapotának és a megválasztásához szükséges feltételek hiányának megállapításához, valamint összeférhetetlenségének kimondásához. (Alaptörvény 12. cikk (4) bek.)
- A miniszterelnök megválasztásához szükséges feltételek hiányának megállapítása és az összeférhetetlenség kimondása. (Alaptörvény 20. cikk (4) bek.)
- A Magyar Honvédség külföldi vagy magyarországi alkalmazásáról, külföldi állomásozásáról, valamint a külföldi fegyveres erők magyarországi vagy Magyarország területéről kiinduló alkalmazásáról, magyarországi állomásozásáról, kivéve, ha az Alaptörvény a döntési hatáskört a Kormány feladatköreként állapítja meg. (Alaptörvény 47. cikk (2)-(3) bek.)
- Az Alaptörvény 51. cikk (3) bekezdése szerinti felhatalmazás megadásához. (Alaptörvény 51. cikk (4) bek.)
- Az Országgyűlés a veszélyhelyzet meghosszabbításának indokoltságát az akadályoztatásának megszűnése utáni első ülésén felülvizsgálja, és dönt az alkalmazott intézkedések jogszerűségéről, valamint felülvizsgálja a veszélyhelyzetben alkalmazott rendkívüli intézkedéseket. (Alaptörvény 56. cikk (3) bek.)
- Az országgyűlési képviselő mentelmi jogának felfüggesztéséhez (Ogytv. 61/A. § (2) bek.)
- Annak megállapításához, hogy a nemzetiségi szószóló az országgyűlési képviselők választásán már nem választható, már nem szerepel a központi névjegyzékben nemzetiségi választópolgárként, valamint a nemzetiségi szószóló összeférhetetlenségének kimondásához. (Ogytv. 61/A. § (2) bek.)
- Település vármegyék közötti átcsatolásához a Magyarország helyi önkormányzatairól szóló 2011. évi CLXXXIX. törvény 125. § (4) bekezdésében foglalt esetben. (Ogytv. 61/A. § (2) bek.)
- A Kúria elnöke és az Országos Bírósági Hivatal elnöke mentelmi jogának felfüggesztéséhez a bírák jogállásáról és javadalmazásáról szóló 2011. évi CLXII. törvény 2. § (2) bekezdésében foglaltak szerint. (Ogytv. 61/A. § (2) bek.)
- A legfőbb ügyész mentelmi jogának felfüggesztéséhez az ügyészségről szóló 2011. évi CLXIII. törvény 3. § (6) bekezdésében foglaltak szerint. (Ogytv. 61/A. § (2) bek.)
- A Közszolgálati Közalapítvány alapító okiratának elfogadásához és módosításához a médiaszolgáltatásokról és a tömegkommunikációról szóló 2010. évi CLXXXV. törvény 84. § (3) bekezdésében foglaltak szerint. (Ogytv. 61/A. § (2) bek.)
- A Közszolgálati Közalapítvány Kuratóriuma hat tagjának megválasztásához a médiaszolgáltatásokról és a tömegkommunikációról szóló 2010. évi CLXXXV. törvény 86. § (1) bekezdésében foglaltak szerint. (Ogytv. 61/A. § (2) bek.)
- A Közszolgálati Közalapítvány Kuratóriuma új tagjának megválasztásához a médiaszolgáltatásokról és a tömegkommunikációról szóló 2010. évi CLXXXV. törvény 87. § (5) bekezdésében foglaltak szerint. (Ogytv. 61/A. § (2) bek.)
- A Közszolgálati Közalapítvány Kuratóriuma elnöke vagy tagja összeférhetetlenségéről, felmentéséről vagy kizárásáról való döntéshez a médiaszolgáltatásokról és a tömegkommunikációról szóló 2010. évi CLXXXV. törvény 89. § (2) bekezdésében meghatározott esetben. (Ogytv. 61/A. § (2) bek.)
- A Médiatanács elnökének és négy tagjának megválasztásához a médiaszolgáltatásokról és a tömegkommunikációról szóló 2010. évi CLXXXV. törvény 124. § (1) bekezdésében foglaltak szerint. (Ogytv. 61/A. § (2) bek.)
- A Médiatanács elnökének megválasztásához a médiaszolgáltatásokról és a tömegkommunikációról szóló 2010. évi CLXXXV. törvény 125. § (3) bekezdésében meghatározott esetben. (Ogytv. 61/A. § (2) bek.)
- A Médiatanács elnöke vagy tagja összeférhetetlenségéről, felmentéséről vagy kizárásáról való döntéshez a médiaszolgáltatásokról és a tömegkommunikációról szóló 2010. évi CLXXXV. törvény 129. § (7) bekezdésében meghatározott esetben. (Ogytv. 61/A. § (2) bek.)
- A Szuverenitásvédelmi Hivatal elnöke mentelmi jogának felfüggesztéséhez a nemzeti szuverenitás védelméről szóló 2023. évi LXXXVIII. törvény 15. § (6) bekezdésében foglaltak szerint. (Ogytv. 61/A. § (2) bek.)
- Alapítvány létrehozásához a pártok működéséről és gazdálkodásáról szóló 1989. évi XXXIII. törvény 8. § (1) bekezdésében foglalt esetben. (Ogytv. 61/A. § (2) bek.)
- A Nemzeti Emlékezet Bizottsága elnökének és két tagjának megválasztásához a Nemzeti Emlékezet Bizottságáról szóló 2013. évi CCXLI. törvény 7. § (1) bekezdésében foglaltak szerint. (Ogytv. 61/A. § (2) bek.)
- A Nemzeti Emlékezet Bizottsága tagja megbízatása – a Nemzeti Emlékezet Bizottságáról szóló 2013. évi CCXLI. törvény 16. § (1) bekezdésének e)–g) pontja szerinti – megszűnésének megállapításához a Nemzeti Emlékezet Bizottságáról szóló 2013. évi CCXLI. törvény 16. § (4) bekezdésében foglaltak szerint. (Ogytv. 61/A. § (2) bek.)
- Az alapvető jogok biztosa és helyettese mentelmi jogának felfüggesztése. (Ajbt. 14. § (1) – (2) bek.)
- A Nemzeti Választási Bizottság tagjának és póttagjának megválasztásához (A választási eljárásról szóló 2013. évi XXXVI. törvény 20. § (2) bek.)
- A sürgős tárgyalás elrendeléséhez. (HHSZ 60. § (7) bek.)
- Az Országgyűlés az (1) bekezdés szerinti javaslathoz a hozzájárulását a jelen lévő képviselők kétharmadának szavazatával akkor adja meg, ha a 44. § (1) bekezdésében meghatározott követelmények érvényesülése érdekében benyújtott szabályszerű túlterjeszkedő módosító javaslat a törvényjavaslat céljára és tartalmára tekintettel kizárólag arra irányul, hogy a törvényjavaslat által nem érintett törvény rendelkezését a törvényjavaslattal összhangba hozza (HHSZ 72. § (3) bek.).

## Külső hivatkozások
- Az Alkotmány
- Jakab András–Cserne Péter: A kétharmados törvények helye a magyar jogforrási hierarchiában (tanulmány)
- Kell-e félni a kétharmados többségtől? torokgaborelemez.blog.hu